# Samson & Gert 5
Samson & Gert 5 is het zesde cd-album van de serie Samson en Gert. Deze CD werd eerder al uitgegeven in het album Samson & Gert 5 (Dubbele feest-CD) maar daar zat ook nog een jubileum-CD bij vanwege 5 jaar Samson & Gert. Het album verscheen op 5 januari 1996. Op het album zijn de stemmen van Danny Verbiest als Samson en Gert Verhulst als Gert te horen. De teksten zijn onder andere van Danny Verbiest, Gert Verhulst, Hans Bourlon en Ivo de Wijs. De muziek is voornamelijk van de hand van Johan Vanden Eede, Gert Verhulst, Robert Long en Geert Burssens. In sommige liedjes zingt er een koor mee o.l.v. Nicky Budts en Wilfried Paesschierssens. Dit album scoorde geen hits.

## Tracklist
| 1.                   | Druk               | 3:52 |
| 2.                   | Joebadoebadoe      | 3:09 |
| 3.                   | Bij Heidi in Tirol | 3:26 |
| 4.                   | In de disco        | 3:51 |
| 5.                   | Vliegen            | 3:43 |
| 6.                   | Wij zijn rijk      | 3:17 |
| 7.                   | Wereldberoemd      | 4:37 |
| 8.                   | De Samson-samba    | 3:40 |
| 9.                   | De fanfare         | 3:27 |
| 10.                  | De opera           | 3:42 |
| 11.                  | Vrede              | 3:33 |
| 12.                  | 't Is afgelopen    | 2:54 |
| Totale duur: ± 44.00 |                    |      |